# 董國華
董國華（1800年—1850年），字琴涵，一字榮若，號琴南，又號綠谿漁隱、清簡居士。江蘇吳縣（今屬江蘇省蘇州市）人。清代官員、詞人。

## 生平
嘉慶十三年（1808年）戊辰科二甲進士，授翰林院庶吉士，散館授編修，道光元年（1821年）以御史用，授福建道監察御史，歷河南道。道光五年（1825年）出任山東萊州府知府，因丁憂去職。道光八年（1828年）服闕，任雲南昭通府知府，道光十二年（1832年）改雲南府知府。道光十四年（1834年）升廣東雷瓊道，署廣東嘉惠潮道。

## 著作
董國華工詩文，詞風尤以婉約見長。有《雲壽堂文集》、《雲壽堂詩集》、《雲壽堂詞鈔》以及《綠溪筆談》、《海南筆記》等。

## 外部連結
- 古代名人錄 蘇州市志